# Casa Francesc Bartrina
La casa Francesc Bartrina era un edifici situat al carrer d'en Gombau, 9 de Barcelona, actualment desaparegut.

## Història

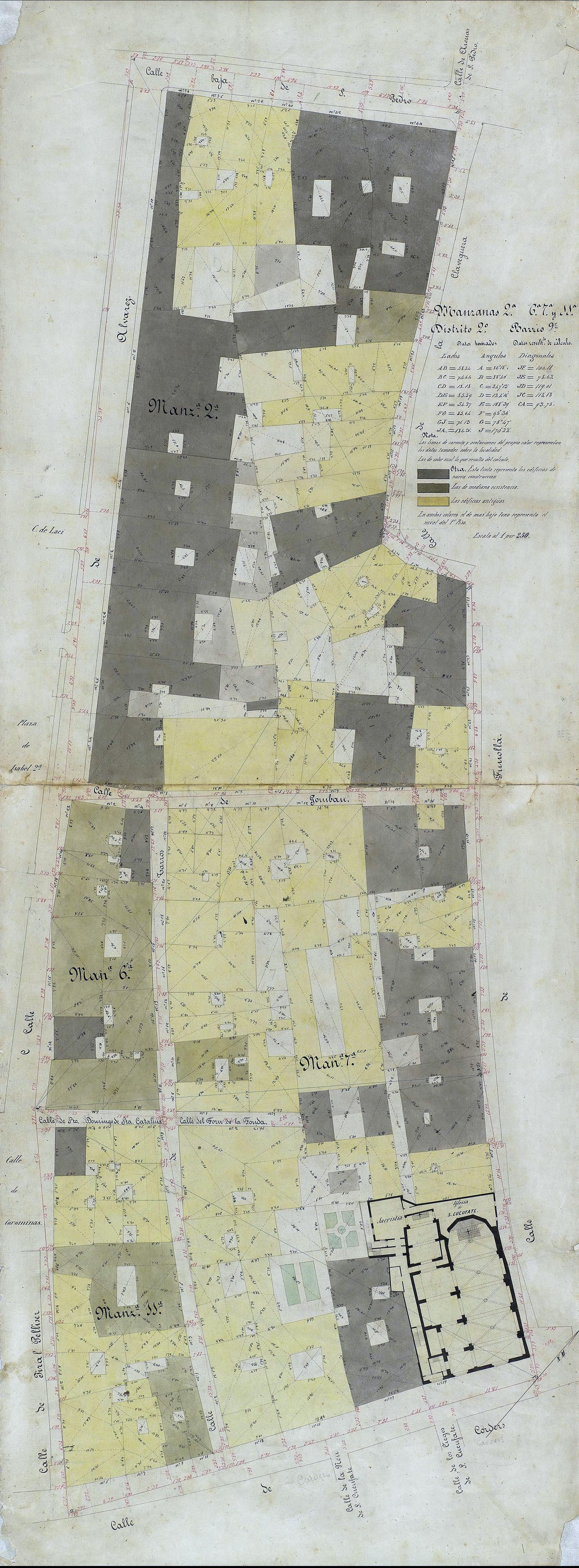
Quarteró núm. 30 de Garriga i Roca (c. 1860)

El 1829, el comerciant Francesc Bartrina i Cogul (†1868) va demanar permís per a enderrocar les cases núm. 4 i 5 (antic) del carrer d'en Gombau i reconstruir-les amb planta baixa, tres pisos i golfes, segons el projecte del mestre de cases Pere Rovira.
Bartrina era magatzemista de vins i tenia altres dos magatzems, un al carrer de l'Arc de Sant Agustí cantonada amb Sant Pau, i l'altre al carrer de la Palla, però finalment es va quedar només amb el del carrer d'en Gombau.
El 1985 es va aprovar el PERI del Sector Oriental del centre històric de Barcelona (Sant Pere, Santa Caterina i la Ribera), i el 1995, l'Estudi de Detall de l'àrea central (obertura de l'avinguda Cambó), per la qual cosa, l'empresa mixta Promoció de Ciutat Vella SA (PROCIVESA) en va iniciar els tràmits d'expropiació. Finalment, l'edifici va ser enderrocat cap al 1999.